# Lívia dos Santos Andrade
Lívia dos Santos Andrade (3 de novembro de 1989) é uma jogadora de futsal brasileira. Atualmente é atleta do Sport Lisboa e Benfica, de Portugal

## Biografia e carreira

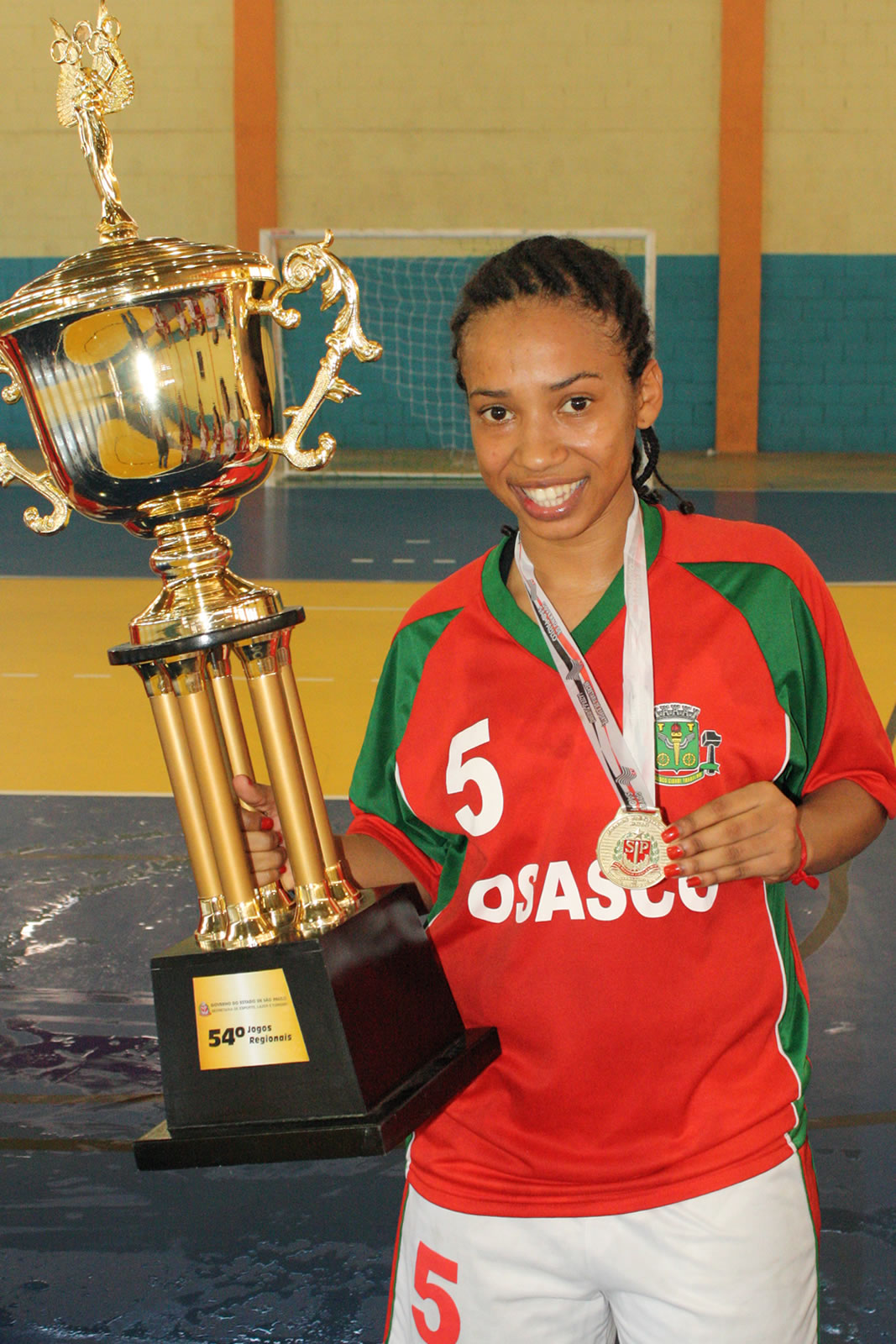
Lívia em 2010

Lívia começou a jogar futsal com 7 anos. Ela disputou os Jogos Estudantis Paraenses pela escola Tiradentes, chamando a atenção de um treinador que a levou para a ESMAC. A atleta transferiu-se para o clube Jaguaré Palmeiras, em 2009, onde conquistou dois títulos paulistas. Em 2013, foi para o Grêmio Esportivo Osasco e dois anos depois para o São José. Em 2018, assinou contrato com o Zaragoza, da Espanha, onde permaneceu por mais duas temporadas. Voltou ao Brasil em 2020 para atuar pelas Leoas da Serra, de Santa Catarina. Foi convocada para a Seleção Brasileira pela primeira vez em competições no ano de 2023.
Em 2023, Andrade integrou a Seleção Brasileira que venceu de forma invicta o 1.º Torneio Internacional de Futsal Feminino de Xanxerê. Ela já disputou diversas competições a nível nacional, bem como a Supercopa, Taça Brasil de Clubes e Copa do Brasil.
Temporada por temporada
Até 2010 (em construção)
2011
Lívia seguiu no Jaguaré/Palmeiras. A Prefeitura de Osasco rompeu parceria e a equipe migrou para Barueri. No primeiro semestre, a pivô foi campeã do Estadual Paulista na categoria principal e, na Liga Futsal Feminina, chegou na semifinal. A camisa 5 fez um gol de destaque: na vitória por 3 a 2 sobre a Unochapecó/Nilo Tozzo/Aurora (SC), diante do ginásio lotado na casa adversária, marcou o 2° tento do Verdão. Foi a única derrota da Unochapecó na Liga, que terminou campeã desta e de 6 edições consecutivas (2008 a 13), sendo a potência da época.
Porém, com as dificuldades financeiras no Jaguaré/Palmeiras/Barueri, Lívia saiu para o novo rival na Região Oeste da Grande São Paulo, o Grêmio Osasco/ItaWag/Unip. Na nova agremiação, conquistou o Metropolitano também na categoria principal.
A Federação Paulista, como fez de modo inédito o Estadual primeiro e depois o Metropolitano, invertendo a lógica tradicional, determinou a realização de um jogo extra 2 dias antes do Natal, visando indicar o representante de São Paulo na Taça Brasil Adulta 2012. O Grêmio Osasco goleou ao Jaguaré/Palmeiras Barueri com inapeláveis 8-3.
2012
A paraense seguiu no Grêmio Osasco/ItaWag/Unip. O ano não foi tão bom de resultados de títulos de primeiro nível. No Estadual Paulista, acabou vice perdendo a final para o São Caetano/Drummond. Na Liga Futsal Feminina, apesar de endurecer para a Unochapecó, caiu nas quartas de final. Lívia marcou 4 gols na competição sendo que, na fase de grupos, foi um por jogo. Na Taça Brasil Adulta em Guarapuava (PR), o clube osasquense não foi para as semifinais, saindo na fase de grupos.
Por outro lado, teve um importante vice, nos Jogos Universitários Brasileiros (JUBs) em Foz do Iguaçu (PR), com o Grêmio Osasco representando a Unip. E houve excursão no Japão, onde venceu um torneio.
2013
Lívia permaneceu em Osasco. A equipe não tinha mais o nome do GEO, passando a ser II Exército/Osasco/Unip. Como São Caetano não se inscreveu para a Taça Brasil Adulta em Brusque (SC), o II Exército representou São Paulo na competição, ficando em 2°. No Estadual Paulista Principal, Osasco ficou fora da final.
Na temporada houve uma mudança fundamental para o cenário do futsal feminino paulista, haja vista que as prefeituras municipais são neste século XXI as principais financiadoras. Os Jogos Regionais e Abertos do Interior deixaram, no futsal feminino, de ser na categoria sub 21, passando a ser categoria livre. Representando Osasco, o II Exército foi medalha de ouro nos Jogos Regionais da 1a Região, na Primeira Divisão, e nos Jogos Abertos da Interior - nestes, Segunda Divisão por conta que os níveis eram de acordo com o desempenho geral dos esportes da cidade em cada competição.
2014
Lívia esteve pelo 6° e último ano na cidade de Osasco trabalhando como atleta profissional no futsal feminino profissional.
O II Exército/Osasco/Unip teve temporada de altos e baixos. Vencendo a competição universitária paulista, foi aos JUBs e repetiu a medalha de prata obtida há 2 temporadas atrás. Nos Jogos Abertos do Interior, a tradicional Olimpíada Caipira, bicampeão consecutivo na Segunda Divisão. Deste modo, a Matadora do Pará finalizava sua história na Cidade Trabalho tendo vencido 4 vezes a competição, dos 6 títulos que o município possui até a presente data no futsal de mulheres.
Entretanto, no Estadual Paulista, novamente o II Exército não foi pra decisão. E nos Jogos Regionais, em casa, ficou com a prata.
2015
Novos ares. Lívia Andrade foi para São José dos Campos defender o, então, Buzzo/São José. O clube pintava como a potência paulista, vindo de um bi estadual consecutivo.
Em construção.

## Principais conquistas
Por clubes
2009 

🏆

Estadual Paulista Sub 20

🥈

Liga Futsal Feminina

Estadual Paulista Adulto
2010

🏆

Taça Brasil Sub 20

Estadual Paulista Sub 20

Troféu Piratininga de Seleções Sub 20

Jogos Regionais (Sub 21, Primeira Divisão)
🥈

Estadual Paulista Adulto

Jogos Abertos do Interior (Sub 21, Segunda Divisão)
2011

🏆

Estadual Paulista Adulto

Metropolitano Paulista Adulto

Por Seleções
Seleção Paulista
2010

🏆

Brasileiro de Seleções Sub 20
Seleção Brasileira
2023

🏆

Torneio Internacional de Xanxerê

Copa América